# Coelostathma binotata
Coelostathma binotata är en fjärilsart som beskrevs av Walsingham 1913. Coelostathma binotata ingår i släktet Coelostathma och familjen vecklare. Inga underarter finns listade i Catalogue of Life.